# Lancer de chaussures

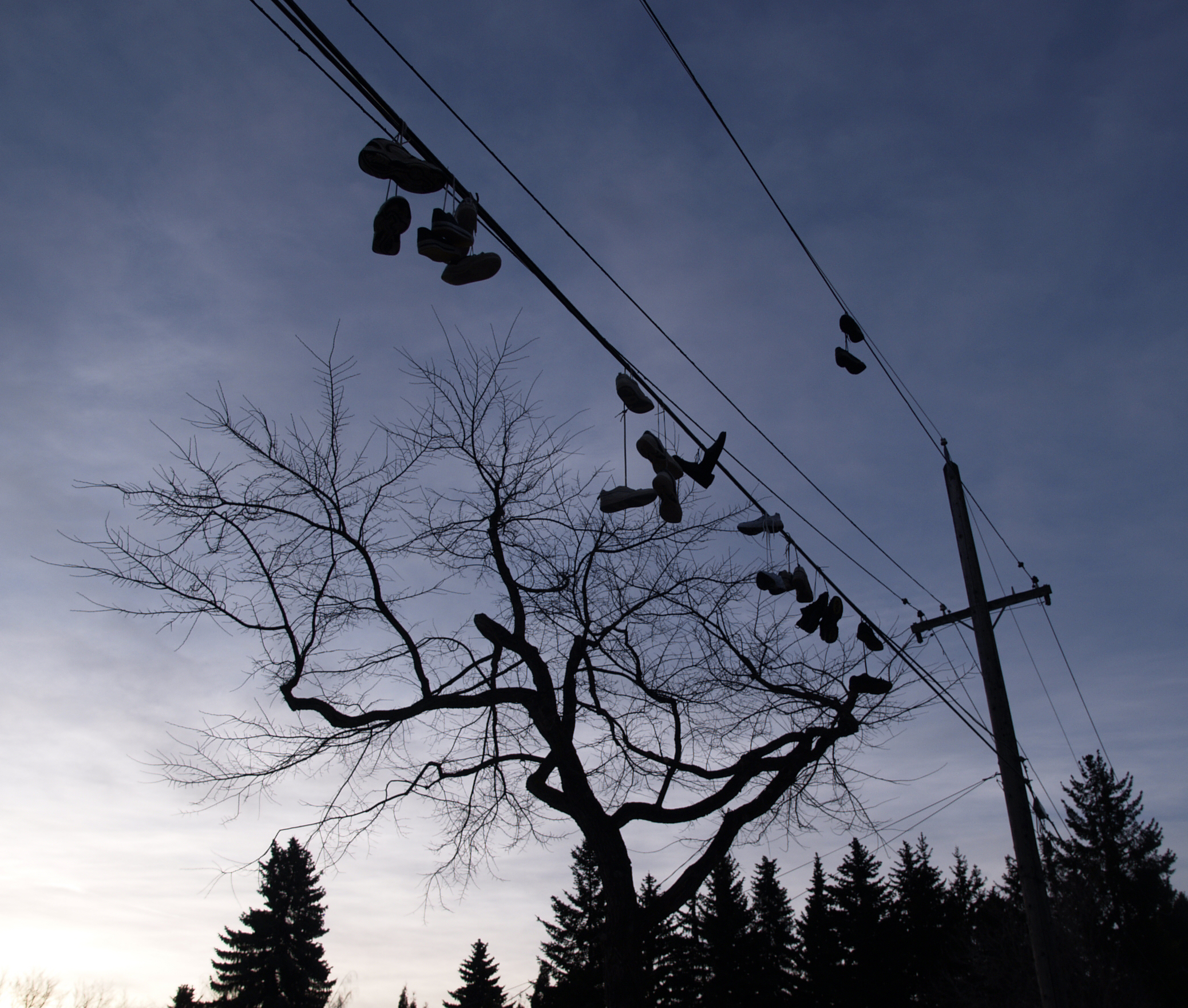
Chaussures accrochées aux fils électriques, Edmonton, Canada.

Le lancer de chaussures est le fait d'utiliser des chaussures comme projectiles ou armes improvisés ; c'est un élément constitutif de plusieurs sports populaires et d'entraînements sportifs. Dans les années 2010, c'est surtout le fait de lancer une paire de chaussures sur des fils téléphoniques, lignes électriques, ou autres lignes à haute tension. Une pratique voisine consiste à les lancer sur des arbres ou des clôtures.

## Shoefiti

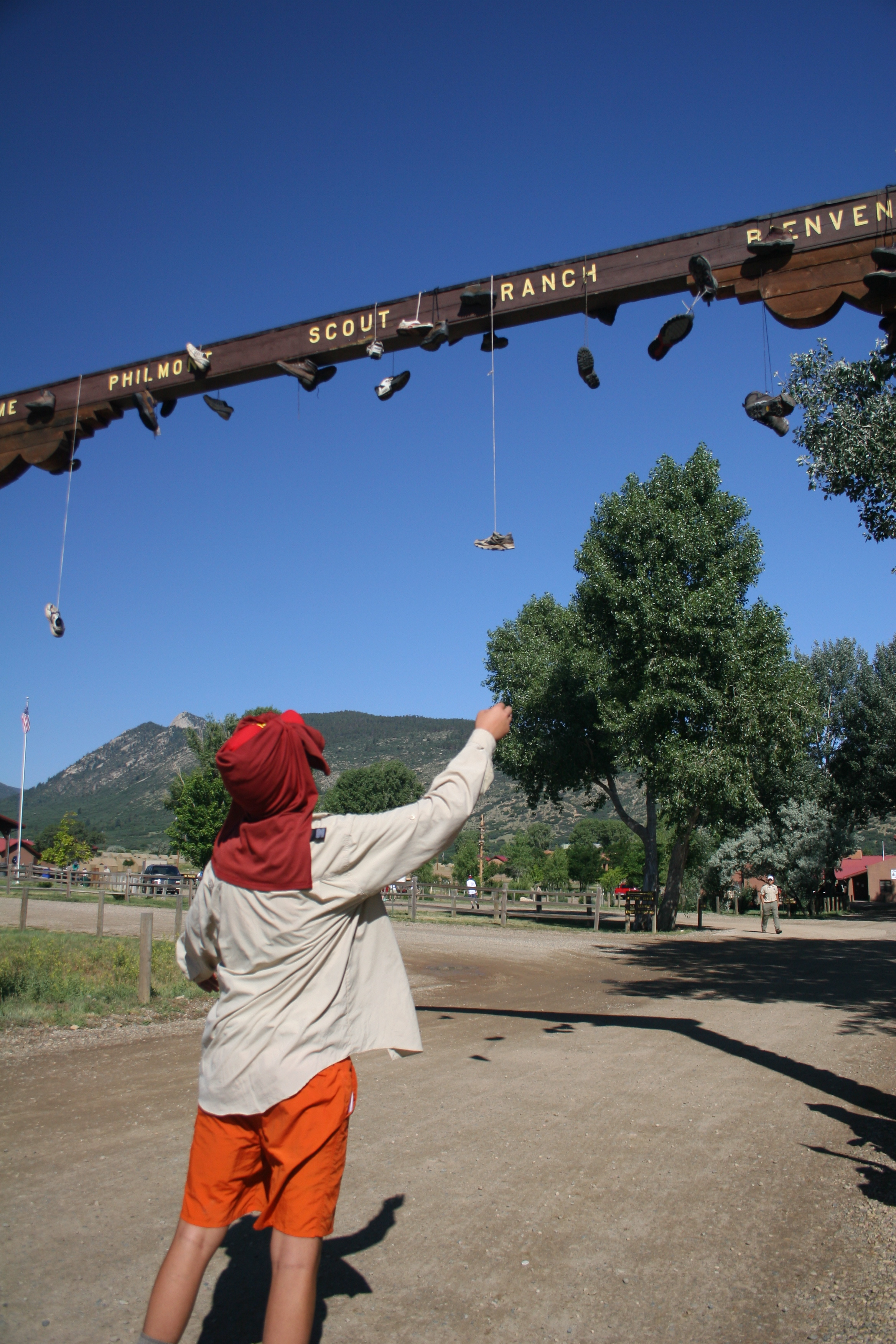
Un scout jette ses bottes sur le panneau d'entrée au camp de base Philmont, une tradition de longue date.

Le lancer de chaussures, appelé aussi shoefiti (contraction de shoe et de graffiti, qu'on peut traduire par grollefiti) ou encore shoe tossing (« jet de chaussure »), consiste à jeter des chaussures dont les lacets sont attachés ensemble, de manière qu'elles restent suspendues, hors de portée, sur des fils tels que des lignes électriques ou des câbles téléphoniques. Cette pratique, qui rappelle le jet de bolas, est un élément très répandu, bien que mystérieux, du folklore adolescent aux États-Unis.
Le lancer de chaussures est un phénomène existant dans tous les États-Unis, en milieu rural comme dans les aires urbaines. La plupart du temps, les chaussures lancées sont des chaussures de sport ; ailleurs, et en particulier en campagne, des tas d'autres types de chaussures sont ainsi jetées, y compris des chaussures de cuir et des bottes. Les soldats quittant la vie militaire  peignent souvent une paire de bottes de combat en jaune ou en orange, et les balancent sur une ligne électrique ou un câble téléphonique, près des casernes ou des unités où ils étaient affectés.
Un certain nombre d'explications de nature délictueuse ou criminelle ont été proposées pour expliquer l'origine de cette pratique. La plus importante est l'intimidation par un tyran qui vole une paire de chaussures et met la victime dans une position où elle ne peut pas l'atteindre. Certains disent aussi que les chaussures suspendues aux fils annonçaient une fumerie de crack local où le crack était utilisé et vendu. Il peut aussi s'agir d'un endroit où l'héroïne est vendue pour symboliser le fait qu'une fois que l'on consomme de l'héroïne, on ne peut plus en « sortir » : une référence à la nature addictive de la drogue.
D'autres prétendent que les chaussures étaient jetées pour commémorer la mort d'un membre d'un gang, ou comme un moyen de marquer le territoire d'un gang.
Un bulletin d'information du maire de Los Angeles, en Californie cite les craintes d'un grand nombre de résidents de Los Angeles : « Ces chaussures indiquent les sites où des médicaments sont vendus ou pire encore, le territoire de gangs » et explique que les employés de la ville ont lancé un programme pour retirer les chaussures de leur cible. Toutefois, la pratique est présente dans les régions rurales relativement isolées comme au bord des autoroutes où les gangs sont absents et où les fumeries de crack n'existent pas.
D'autres explications moins criminelles ont été avancées pour expliquer cette pratique. Dans certaines cultures, les chaussures sont jetées pour commémorer la fin d'une année scolaire, ou un prochain mariage dans le cadre d'un rite de passage.
D'autres[Qui ?] prétendent que les chaussures sont volées à d'autres personnes et jetées par-dessus les fils comme une sorte d'intimidation, ou comme une farce d'ivrognes[Quoi ?]. D'autres[Qui ?] disent simplement que les chaussures jetées sont un moyen de se débarrasser des chaussures que l'on ne voulait plus. Il peut également être une autre manifestation de l'instinct humain de laisser une marque et de décorer son environnement. Enfin, cette pratique est une source d'inspiration pour certains artistes de street art.

## L'arbre à chaussures

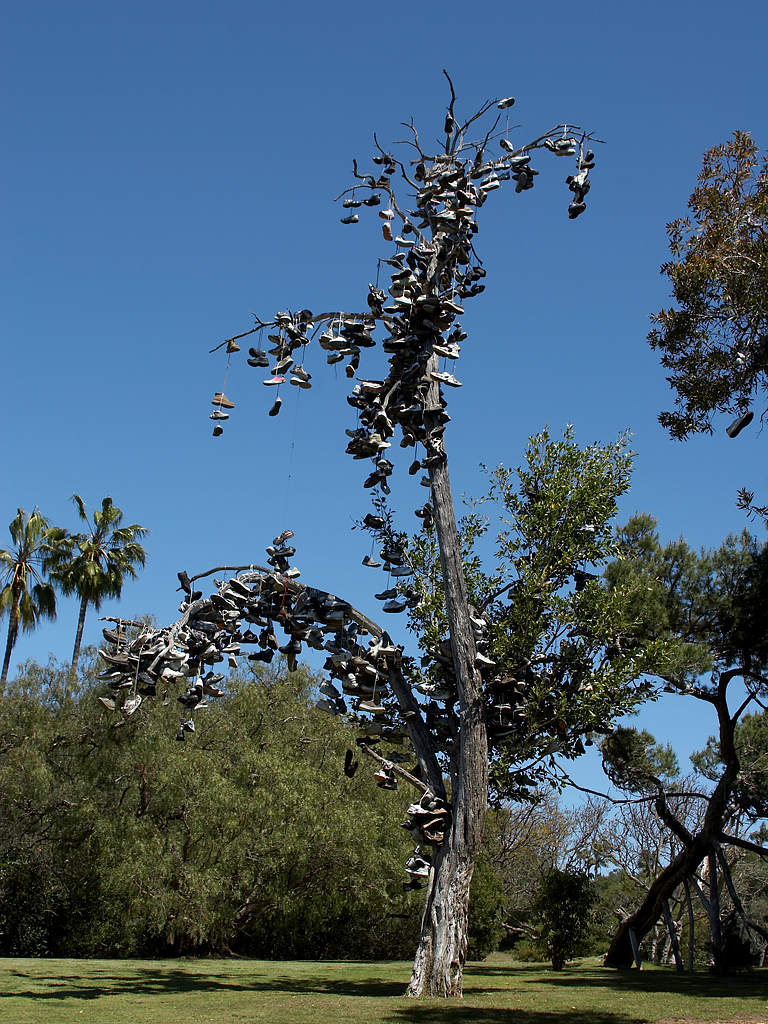
Un arbre croulant sous les vieilles chaussures à Morley Field, San Diego.

Un arbre à chaussures est un arbre sur lequel on a placé ou lancé des vieilles chaussures. Ils sont généralement situés à côté d'une grande artère locale et peuvent avoir un thème (exemple : arbre à chaussures à talons hauts).
- Il y a actuellement au moins 76 arbres à chaussures de ce type aux États-Unis[7].
- Un peuplier dans la ville de Middlegate, Nevada était le plus grand arbre à chaussures des États-Unis, il a été abattu fin décembre 2010.
- Au cours de l'été 2010, un arbre à chaussures situé juste à l'extérieur de Nordman, Idaho a été brûlé.